# Bakonszeg
Bakonszeg je vas na Madžarskem, ki upravno spada pod podregijo Berettyóújfalui Županije Hajdú-Bihar.